# Gobernador
Gobernador er en by og kommune i det sydøstlige Spanien i provinsen Granada. Den har et indbyggertal på 237 (2024) indbyggere.